# Voncq
Voncq ist eine französische Gemeinde mit 211 Einwohnern (Stand: 1. Januar 2022) im  Département Ardennes in der Region Grand Est. Sie gehört zum Kanton Attigny und zum Arrondissement Vouziers. 
Nachbargemeinden sind Saint-Lambert-et-Mont-de-Jeux im Nordwesten, Semuy und Neuville-Day im Norden, Bairon et ses environs mit Les Alleux im Osten, Vouziers mit Terron-sur-Aisne im Südosten, Chuffilly-Roche und Sainte-Vaubourg im Südwesten und Attigny im Westen.

## Bevölkerungsentwicklung
| Jahr      | 1962 | 1968 | 1975 | 1982 | 1990 | 1999 | 2008 | 2018 |
| --------- | ---- | ---- | ---- | ---- | ---- | ---- | ---- | ---- |
| Einwohner | 377  | 334  | 296  | 245  | 223  | 238  | 226  | 218  |

## Sehenswürdigkeiten

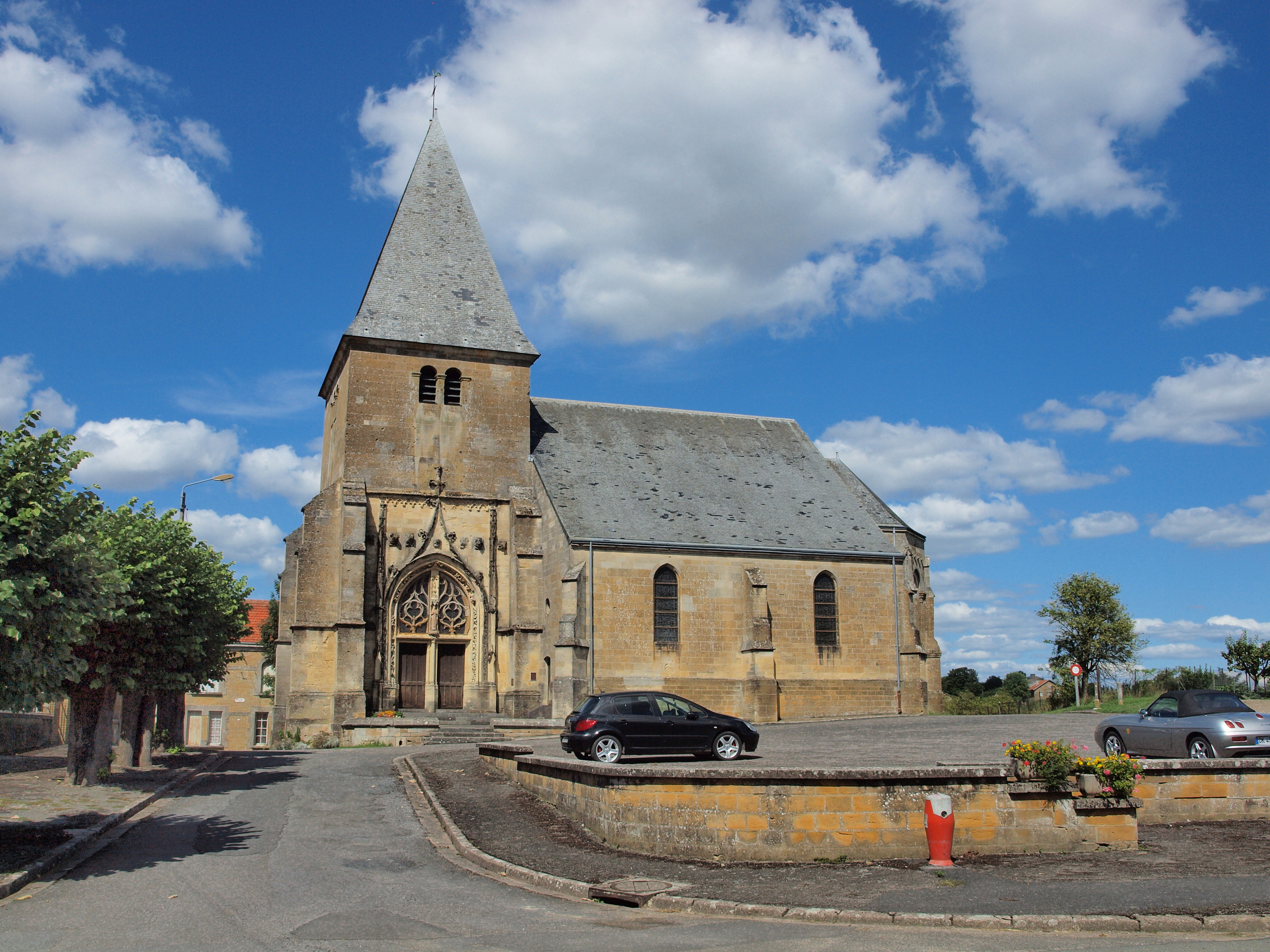
Kirche Notre-Dame

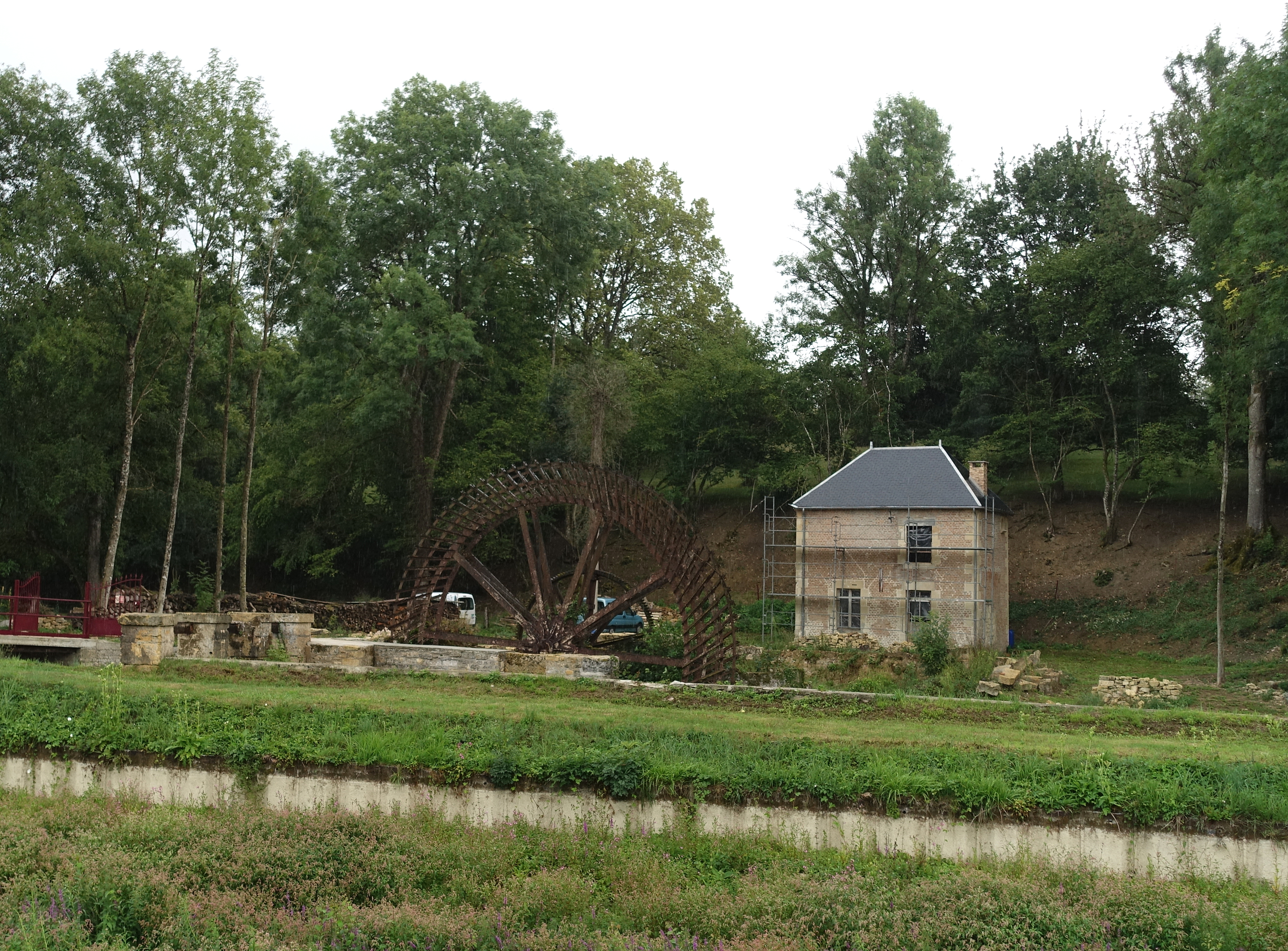
Moulin de la Tortue

- Kirche Notre-Dame, Monument historique seit 1920
- Moulin de la Tortue